# Ziua Planetei Pământ

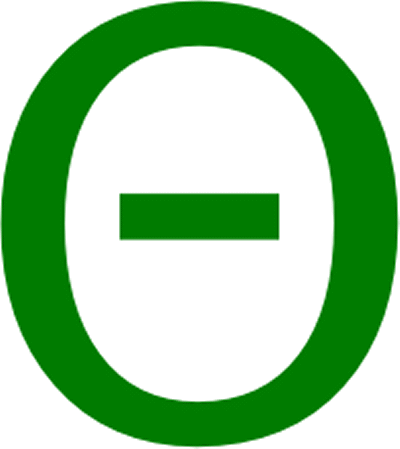
Ron Cobb. 1969. Un simbol al ecologiei

În fiecare an, ziua de 22 aprilie se sărbătorește Ziua Pământului, ziua când s-a născut mișcarea pentru protejarea mediului înconjurător. Această mișcare s-a născut în SUA într-o perioadă când au avut loc mai multe evenimente deosebite, printre care înăbușirea prin folosirea armelor de foc a revoltei unor studenți împotriva războiului din Cambodgia, „Masacrul din 4 mai”, apariția fibrelor optice, succesul melodiei „Bridge over Troubled Water”, ultimul album al formației Beatles, moartea lui Jimi Hendrix, un accident nuclear în Carolina de Sud la centrala nucleară din Savannah River din apropierea orașului Aiken (nerecunoscut timp de 18 ani), poluarea foarte mare cu gaze și fum, considerată ”semn al prosperității”. Despre mediul înconjurător a început să se vorbească din ce în ce mai des.
Ziua Pământului a fost fondată de senatorul american Gaylord Nelson în anul 1970, cu scopul de a trezi clasa politică din dezinteresul pe care îl arată față de mediu. Ziua Pământului a fost celebrată în primul an de circa 20 milioane de cetățeni americani, în marea lor majoritate tineri și foarte tineri. 
După 2 decenii, în anul 1990, peste 200 milioane de oameni din 141 de țări au transformat Ziua Pământului într-o manifestare de amploare în istoria omenirii, prin alăturarea lor în dorința de a milita pentru un viitor mai bun al planetei noastre.
În anul 2009, Organizația Națiunilor Unite (ONU) a declarat ziua de 22 aprilie ca sărbătoare oficială a planetei Pământ și expresie comună a dorinței tuturor de a construi o societate stabilă, pentru un viitor mai curat și mai verde.
În 2017, de Ziua Planetei Pământ, NASA a lansat un site unde oamenii pot “adopta” părți ale planetei.